# Gisèle Rabesahala
Gisèle Rabesahala, surnommée aussi Gisou, née le 7 mai 1929 à Tananarive et morte le 27 juin 2011, est une femme politique malgache. Elle a milité pour l'indépendance de son pays, ancienne colonie française, puis s’est imposée au sein de la classe politique de ce nouvel État. C’est aussi la première femme malgache nommée ministre, en 1977.

## Biographie
Née à Madagascar en 1929, alors colonie française, elle passe son enfance entre la France, la Tunisie et le Soudan français (devenu le Mali), au gré des affectations de son  père,  sous-officier de l'armée française. Lorsqu’il meurt, en 1942, elle revient avec sa famille dans son île natale.
Enfant, elle rêve de devenir religieuse. Puis, à l'adolescence, elle s'imagine comme « avocate des innocents », ce qui l'incite à poursuivre ses études à une époque où les femmes malgaches sont encore peu nombreuses à pouvoir le faire. Elle obtient le brevet d'études élémentaires et acquiert une formation professionnelle de sténo-dactylo. En 1946, à l’âge de 17 ans, elle fait ses premiers pas dans la politique en s'engageant en tant que secrétaire sténo-dactylo au sein du Mouvement démocratique de la rénovation malgache (MDRM), qui milite pour l’indépendance du pays.
Elle est témoin de l’insurrection malgache de 1947, causée par les réquisitions de la Seconde Guerre mondiale. Des milliers d’insurgés prennent les armes et attaquent de nuit les maisons de colons français et les Malgaches qui travaillent pour l’administration. La répression menée par l’armée française est sanglante, faisant des dizaines de milliers de morts. Cet événement détermine la suite de son engagement,.
Elle fonde le 3 mai 1950 l’association « Fifanampiana Malagasy », qui signifie « Comité de Solidarité de Madagascar ». Cette association œuvre pour l’amnistie et la libération de tous les prisonniers politiques de 1947, qui dénoncent les exactions commises par l’administration coloniale pour mater les aspirations populaires à la liberté et à l’indépendance. Il s’agissait aussi de soutenir les familles des victimes, plus particulièrement les femmes, sœurs et filles des détenus politiques. Malgré l’attention qu’elle attire et la surveillance des autorités coloniales, elle milite à travers des articles de presse auprès des médias internationaux et fait signer des pétitions adressées au président de la République française, Vincent Auriol. Adhérant aux idées communistes, elle reçoit des soutiens des pays du bloc de l’Est. Dans les années 1950, une amnistie est obtenue pour les prisonniers politiques malgaches qui n’ont pas été exécutés immédiatement.
En 1955, elle fonde avec Rémi Rakotobe le journal Imongo Vaovao, de tendance marxiste. Elle reste membre de son comité éditorial jusqu’en 2011.
En 1956, alors âgée de 33 ans, elle cofonde le parti Union du Peuple Malgache (UPM) et devient la première femme à se faire élire conseillère municipale à Antananarivo. Elle élue au suffrage direct, qui est permis par la loi-cadre Defferre. Elle franchit ainsi une nouvelle étape, affirmant la place des femmes dans l’échiquier politique de Madagascar. Durant cette même année, elle crée le syndicat FISEMA.
En 1958, elle est choisie pour devenir la secrétaire générale du Parti du congrès de l'indépendance de Madagascar,  appelé encore AKFM (Antoko'ny Kongresi'ny Fahaleovantenan'i Madagasikara) qui fusionne différentes forces politiques se battant pour l’indépendance.
De 1962 à 1998, elle est reconduite à la tête du parti en tant que secrétaire générale. À la suite du changement de structure de l’AKM en 1998, elle occupe la position de conseillère politique jusqu’en 2011.
Gisèle Rabesahala a relayé les initiatives du Conseil mondial de la paix (CMP), organisation pacifiste de masse longtemps sous obédience communiste. En 1962, elle crée en son sein le Comité malgache pour la paix et l’amitié entre les peuples. Ce dernier a apporté son soutien au peuple vietnamien lors de la guerre du Vietnam. Elle a aussi dirigé la Commission permanente pour la défense des droits de la femme et de l’enfance au sein du CMP, qui se mobilise également pour le développement et la paix.
Gisèle Rabesahala et son Comité de solidarité de Madagascar sont, par ailleurs, des partenaires privilégiés de l’Association française d’amitié et de solidarité avec les peuples d’Afrique (AFASPA) depuis sa fondation en 1973. Elle a reçu en 1980 la médaille Ana Betancourt, du nom d'une grande figure du mouvement féministe de Cuba et de l’Amérique latine.
Sous la République démocratique de Madagascar, l'AKFM fait partie du Front de défense de la Révolution, la coalition unique formée pour soutenir Didier Ratsiraka, élu président de la République. Elle est nommée ministre de l'Art révolutionnaire et de la Culture en 1977, devenant ainsi la première femme ministre malgache, et reste à ce poste jusqu’en 1989. Didier Ratsiraka tente d’ancrer Madagascar dans un « socialisme révolutionnaire », qui aboutit à un échec économique et social. Il doit céder le pouvoir en 1993. 
Comme ministre, elle a notamment pour bilan :
- la reconstruction du palais du Premier ministre à Andafiavaratra, après son incendie en 1976 ;
- la construction de la Bibliothèque nationale à Anosy en 1981 ;
- la construction de la Maison de la Culture de Mahajanga en 1991 ;
- elle a également initié, en collaboration avec le ministère de la Culture algérien, la production du film Ilo Tsy Very, en 1985.

En parallèle, cette même année (1977), elle est élue députée de Madagascar sur une liste commune présentée par le FNDR, au sein de l'Assemblée nationale populaire.
Pour le cinquantenaire de l’insurrection en 1947, à son initiative, le Fifanampiana Malagasy monte l’exposition « Fanilo Miampita » (passation de Flambeau).
Didier Ratsiraka redevient président de la République en 1997. En 2001, elle reprend un rôle politique important et devient vice-présidente du Sénat. Lorsque Marc Ravalomanana s’empare du pouvoir en 2002, elle critique, au sein de l’opposition, les influences étrangères et le néolibéralisme de sa politique.
Après l’avènement de la Troisième République, en 2002, une crise postélectorale ébranle l’unité nationale. L’AKFM, dirigé par Gisèle Rabesahala, encourage le dialogue entre les différents partis politiques, mais aussi leur  participation à la plateforme de résolution des crises initiée par les parlementaires (Solidarité des Parlementaires pour le Développement et l’Unité nationale) et le Comité de réconciliation nationale.
En janvier 2003, les institutions internationales reconnaissent Marc Ravalomanana comme le nouveau président de la République de Madagascar. Une nouvelle crise survient en 2009 et interrompt son deuxième mandat. À 80 ans, Gisèle Rabesahala, forte de son expérience politique, est alors appelée à participer au comité des sages Ray aman-dReny Mijoro, instance de médiation.
En 2006, elle publie ses mémoires, Ho tonga anie ny Fahafahana ! (Que vienne la liberté !). Elle revient sur l’histoire politique de son pays et fait part de ses opinions.
Le militantisme de Gisèle Rabesahala s’est étendu au-delà des frontières malgaches. Elle a soutenu de nombreux mouvements d’indépendance sur le continent africain. Son engagement a d’ailleurs été salué par l’Angolais Agostinho Neto, le Namibien Sam Nujoma, les Mozambicains Samora Machel et Eduardo Mondlane, le Sud-Africain Oliver Tambo et le Bissau-Guinéen Amílcar Cabral.
Elle meurt le 27 juin 2011, au lendemain du cinquantenaire de l’indépendance malgache. Les médias lui ont rendu hommage en la qualifiant de « Mère Courage, mère de la nation »[réf. nécessaire].

## Décorations et médailles
- Ordre de l'Amitié des peuples (URSS, RDA, Vietnam)
- Prix Ann-Betancourt (Cuba)
- Médaille Joliot-Curie (Conseil mondial de la paix)
- Grand croix de 2e classe de l'ordre national Malagasy